# Pericrocotus
Pericrocotus là một chi chim trong họ Campephagidae. Các loài thuộc chi này chủ yếu phân bố ở các khu vực phía nam và đông châu Á.

## Các loài
Chi này bao gồm 15 loài:
- Pericrocotus roseus: Phường chèo hồng
- Pericrocotus cantonensis: Phường chèo cánh trắng
- Pericrocotus divaricatus: Phường chèo trắng lớn
- Pericrocotus tegimae
- Pericrocotus cinnamomeus: Phường chèo nhỏ
- Pericrocotus igneus
- Pericrocotus lansbergei
- Pericrocotus erythropygius
- Pericrocotus albifrons
- Pericrocotus solaris: Phường chèo má xám
- Pericrocotus ethologus: Phường chèo đỏ
- Pericrocotus brevirostris: Phường chèo đỏ mỏ ngắn
- Pericrocotus miniatus
- Pericrocotus flammeus: Phường chèo đỏ lớn
- Pericrocotus speciosus